# Rocca Roveresca (Mondavio)
La rocca roveresca di Mondavio, in provincia di Pesaro e Urbino, è una fortificazione rinascimentale.

## Storia
La rocca di Mondavio rappresenta una delle più importanti ed interessanti testimonianze dell'attività progettuale in campo militare di Francesco di Giorgio Martini nelle Marche. Venne costruita per commissione di Giovanni della Rovere, insieme ad altre rocche del ducato (Cagli, Cantiano, Fossombrone, Frontone, Sassocorvaro, Pergola, Mondolfo), e risale con ogni probabilità alla fase più tarda dell'attività dell'architetto senese, probabilmente al decennio 1482-1492. La costruzione rimase incompiuta per il ritorno dell'architetto Francesco di Giorgio Martini nella natia Siena e per la successiva concomitante morte sia del committente Giovanni della Rovere sia dell'architetto (1501).
Nel 1631, alla morte dell'ultimo duca di Urbino (Francesco Maria II della Rovere), il ducato ritorna a far parte dello Stato della Chiesa e la rocca di Mondavio non avendo più scopi difensivi viene trasformata in carcere pontificio. Tale utilizzo continua anche dopo l'unità d'Italia fino agli anni quaranta del XX secolo.

## Architettura

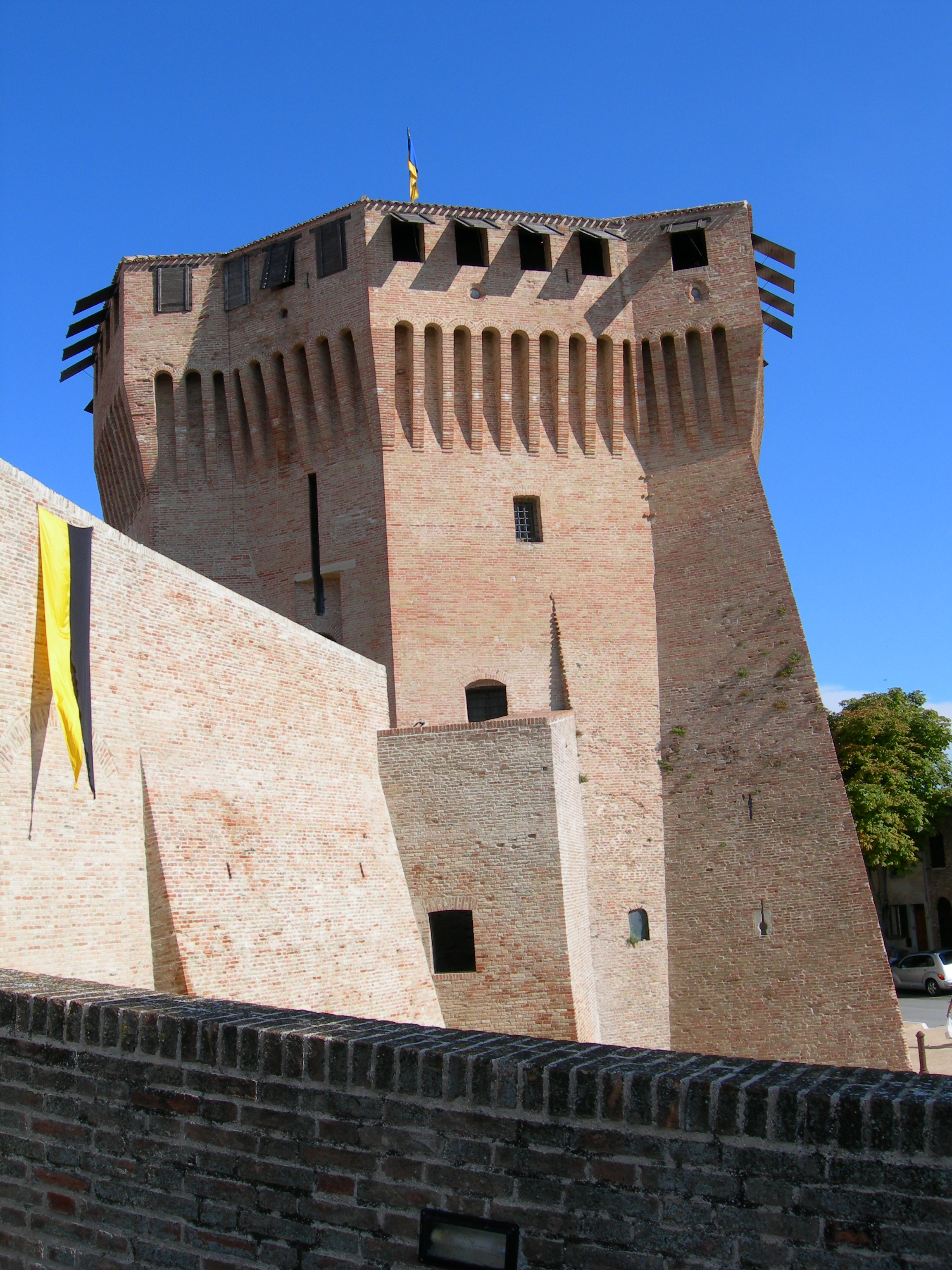
il Mastio della Rocca.

A differenza di molte altre rocche del Martini, la rocca di Mondavio è giunta fino ai nostri giorni in ottimo stato di conservazione (sebbene più volte ristrutturata), non avendo mai subito attacchi o assedi. La maestosa fortezza si presenta come una vera e propria macchina da guerra, in cui ogni forma e struttura è stata studiata per resistere agli attacchi sferrati con le armi dell'epoca: sia con le armi a getto (catapulte, trabucchi) sia con le armi da fuoco, che cominciavano a diffondersi in quegli anni. La presenza del mastio domina l'intera struttura sia per le sue dimensioni che per la particolare forma. Le sue otto facce dalla figuratività complessa ed irregolare, i suoi prospetti sfuggenti e spigoli affilati creano un effetto di avvitamento elicoidale dal basso verso l'alto dell'intero mastio. Al mastio si allaccia un camminamento, protetto da un torrioncino, che porta ad una massiccia torre semi-circolare, unita con un ponte a due rivellini d'ingresso (uno di questi è ancora visibile). Il camminamento e la torre semi-circolare formano se visti dall'alto la figura di una balestra. Tale stravaganza architettonica può essere considerata la firma stessa di Francesco di Giorgio Martini. La complessità dell'intera fortificazione si sarebbe ulteriormente accresciuta se fosse stato edificato, come riportato nei Trattati dell'architetto, un'ulteriore torrione rotondeggiante, previsto sul versante occidentale e mai realizzato. Tale torrione avrebbe compreso le stanze da utilizzare come abitazione, non presenti all'interno della rocca.

## Musei

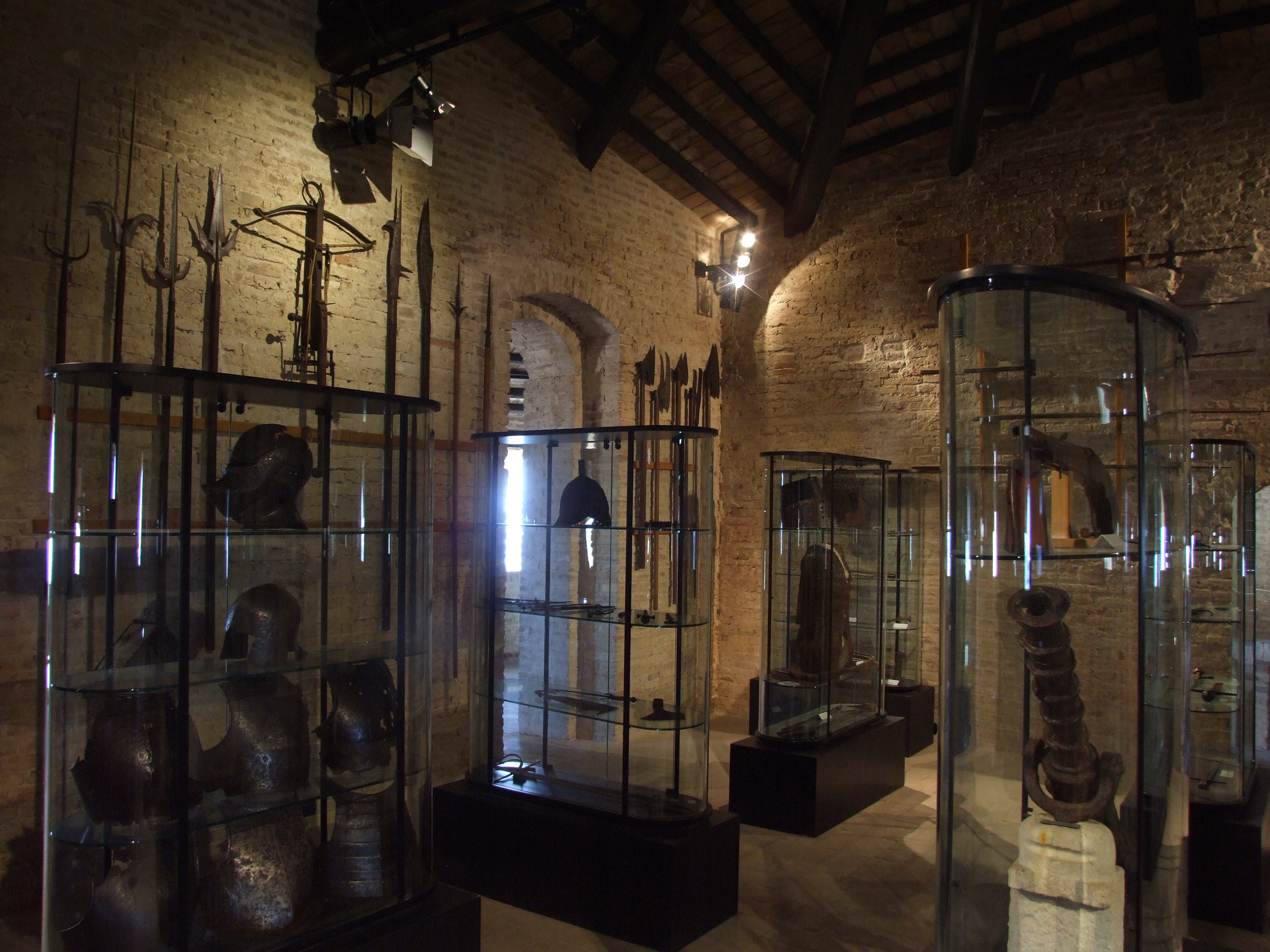
Armeria ospitata al quinto livello del mastio

Gli ambienti interni corrispondono in gran parte alle strutture originarie. Attualmente tali spazi sono destinati a spazi espositivi e museali, tra cui un'importante armeria (collezione di armature, artiglierie e strumenti di uso militare). Il museo di rievocazione storica, ricostruzione di scene vita rinascimentale, si articola su quattro dei cinque piani del Mastio.
Dal 2000, nel fossato della fortificazione è stato allestito un Parco di "Macchine da guerra" di Francesco di Giorgio Martini. Unica nel suo genere il parco comprende fedeli ricostruzioni in dimensione reale di catapulte, trabucchi, bombarde e altre macchine da assedio, tutte tratte ed elaborate dai disegni originali dell'architetto senese.

## La Rocca nella cultura di massa
Nel 1980, le Poste Italiane dedicarono alla Rocca un francobollo da 250 lire, facente parte della raccolta nota come "Castelli d’Italia".